# Cosmos (revue)
Pour les articles homonymes, voir Cosmos.
Ne doit pas être confondu avec Cosmos (périodique).
Cosmos est une revue hebdomadaire scientifique française fondée en 1852. Après plusieurs formules, le titre disparaît en 1940.

## Histoire du support
En février 1851, l'Espagnol Benito R. de Monfort, après avoir cofondé la Société héliographique, lance La Lumière, le périodique de cette société de photographes amateurs. En octobre, il revend le titre au chimiste Alexis Gaudin, puis le dimanche 2 mai 1852, lance Cosmos, une « revue encyclopédique hebdomadaire des progrès des sciences et de leurs applications aux arts et aux industries », qui emprunte son titre à l'essai de Alexander von Humboldt.
Comprenant à ses débuts 24 pages, la revue est rédigée par l'abbé Moigno, un ancien jésuite, mathématicien, physicien et correspondant avec la plupart des scientifiques de son temps, les sociétés savantes, les bulletins d’académie comme les revues spécialisées (dont Scientific American). Il écrit dans le prospectus destiné aux abonnées que « le premier but du Cosmos est d'exposer les idées originales, neuves, grandes, utiles, qui font faire à la science un grand pas, ou la débarrassent des hypothèses vaines et des explications insuffisantes ; des idées surtout qui, parce qu'elles sont émises par un auteur encore incompris, excitent à peine l'attention et attendraient en vain de longues années l'hospitalité qu'on ne peut cependant leur refuser sans injustice ». La revue annonce également son intention d'accorder à « la plus belle invention des temps modernes, la photographie », ce qui agaça fortement Alexis Gaudin.
Le siège se trouvait à l'origine dans les « salles du Cosmos » au 8 boulevard des Italiens, avant de revenir momentanément au 15 rue de l'Arcade en 1853 quand fut liquidée la Société héliographique, pour s'établir finalement au 18 rue de l'Ancienne Comédie. La devise universaliste de la revue devient florescunt omnia præmis (« fleurir toutes les récompenses »). Les salles du Cosmos furent le théâtre d'expositions consacrées à la photographie durant les années 1852-1854.
En 1854, l'éditeur parisien A. Tramblay rachète le titre et toujours sous la direction de Moigno lance en 1859 un supplément intitulé Le Manuel de la science, annuaire du Cosmos. En 1868, Marc Seguin en devient le rédacteur principal et l'édition passe chez Germer-Baillière.
Moigno avait quitté entre-temps la revue en 1862 pour fonder l'année suivante Les Mondes, revue hebdomadaire des sciences. La direction de Cosmos passe ensuite sous la tutelle du journaliste scientifique Victor Meunier qui en prend le contrôle en 1867, la requalifiant de « revue politique et sociale », et se faisant assisté par son fils, Stanislas, jusqu'au 27 août 1870. L'adresse est au 7 rue Perronet.

## Nouvelles formules (1871-1940)

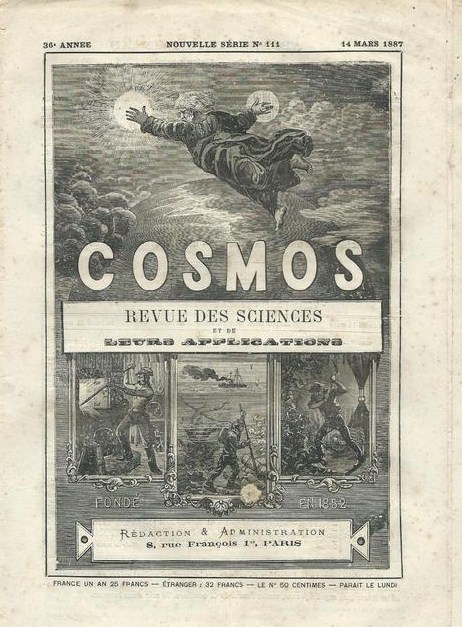
Cosmos, à partir de 1885, devient une revue illustrée.

Le 10 septembre 1871, après une interruption due au conflit avec la Prusse, la revue est en partie refondue dans une nouvelle formule intitulée La France scientifique qui connaît seulement 7 numéros. Puis, à compter de janvier 1874, Moigno décide de relancer Les Mondes, revue hebdomadaire des sciences et de leurs applications aux arts et à l'industrie en reprenant peu à peu le titre Cosmos (qu'il orthographie « ΚΟΣΜΟΣ » en sous-titre), avant de renommer sa revue Cosmos - Les Mondes en septembre 1883, qui devient, après la mort de Moigno, Cosmos seul, à compter de février 1885. Jusqu'en 1914, c'est un 32 pages imprimé sous couverture orange consacré aux dernières inventions et aux explorations géographiques, illustré de gravures, dont le ton est proche de celui de La Science illustrée. L'adresse parisienne se trouve désormais entre la rue François 1er et la rue Bayard, le titre a donc été racheté par les frères assomptionnistes, fondateurs du futur Groupe Bayard.
Cosmos paraît régulièrement jusqu'au 25 avril 1940, date du dernier numéro (le 1561).